# Campeonato Mundial de Xadrez de 2018
O match pelo Campeonato Mundial de Xadrez de 2018 foi uma disputa entre o campeão mundial Magnus Carlsen e o desafiante Fabiano Caruana, vencedor do Torneio de Candidatos. O confronto foi disputado de 9 a 28 de novembro em Londres. Carlsen venceu Caruana, mantendo seu título. A disputa começou com doze empates consecutivos, um recorde em mundiais de xadrez. O desempate foi jogado em quatro partidas de xadrez rápido, em 28 de novembro de 2018, com Carlsen vencendo três jogos e mantendo o título mundial.

## Torneio de Candidatos
O Torneio de Candidatos de 2018 foi jogado em Berlim, de 10 a 28 de março de 2018. Fabiano Caruana foi o vencedor e ganhou o direito de desafiar Carlsen pelo título mundial. Os participante foram:
1. Sergey Karjakin (finalista do último campeonato mundial)
2. Levon Aronian (Classificado pela Copa do Mundo de Xadrez de 2017)
3. Ding Liren (Classificado pela Copa do Mundo de Xadrez de 2017)
4. Shakhriyar Mamedyarov (Classificado pelo FIDE Grand Prix 2017)
5. Alexander Grischuk (Classificado pelo FIDE Grand Prix 2017)
6. Fabiano Caruana (Lista de rating ELO FIDE)
7. Wesley So (Lista de rating ELO FIDE)
8. Vladimir Kramnik (convidado pela organização)

| N° | Jogador               | Rating | 1  | 2  | 3  | 4  | 5  | 6  | 7  | 8  | Total |
| -- | --------------------- | ------ | -- | -- | -- | -- | -- | -- | -- | -- | ----- |
| 1  | Fabiano Caruana       | 2784   | -- | ½½ | ½0 | ½½ | ½1 | 1½ | 1½ | 11 | 9     |
| 2  | Shakhriyar Mamedyarov | 2809   | ½½ | -- | 1½ | ½0 | ½1 | 1½ | ½½ | ½½ | 8     |
| 3  | Sergey Karjakin       | 2763   | ½1 | 0½ | -- | ½½ | ½½ | ½1 | 1½ | 01 | 8     |
| 4  | Ding Liren            | 2769   | ½½ | ½1 | ½½ | -- | ½½ | ½½ | ½½ | ½½ | 7½    |
| 5  | Alexander Grischuk    | 2767   | ½0 | ½0 | ½½ | ½½ | -- | 01 | 1½ | ½½ | 6½    |
| 6  | Vladimir Kramnik      | 2800   | 0½ | 0½ | ½0 | ½½ | 10 | -- | ½½ | 11 | 6½    |
| 7  | Wesley So             | 2799   | 0½ | ½½ | 0½ | ½½ | 0½ | ½½ | -- | 1½ | 6     |
| 8  | Levon Aronian         | 2794   | 00 | ½½ | 10 | ½½ | ½½ | 00 | 0½ | -- | 4½    |

## Match pelo título
O match foi disputado em uma melhor de 12 partidas. Com o empate em 6 a 6, partidas-desempate de xadrez rápido foram disputadas. Carlsen venceu três partidas rápidas e manteve o título de campeão mundial. A bolsa de premiação da competição foi de 1 milhão de euros.
O controle de tempo foi de 1 hora e 40 minutos para os primeiros 40 lances, mais 50 minutos para os próximos 20 lances, e 15 minutos para o restante da partida, com um incremento de 30 segundos por lance a partir do lance 1.

### Confrontos anteriores
Até março de 2018, Carlsen e Caruana haviam jogado entre si 32 partidas de xadrez clássico, com Carlsen vencendo 9, Caruana 5 e 18 empates.
| Confrontos diretos        | Confrontos diretos                   | Confrontos diretos  | Confrontos diretos | Confrontos diretos  | Confrontos diretos |
|                           |                                      | Vitórias de Carlsen | Empates            | Vitórias de Caruana | Total              |
| ------------------------- | ------------------------------------ | ------------------- | ------------------ | ------------------- | ------------------ |
| Clássico                  | Carlsen (brancas) – Caruana (pretas) | 5                   | 10                 | 2                   | 17                 |
| Clássico                  | Caruana (brancas) – Carlsen (pretas) | 5                   | 8                  | 3                   | 16                 |
| Clássico                  | Total                                | 10                  | 18                 | 5                   | 33                 |
| Blitz / rapid / Exibições | Blitz / rapid / Exibições            | 13                  | 4                  | 6                   | 23                 |
| Total                     | Total                                | 23                  | 22                 | 11                  | 56                 |

### Datas e resultados
| Data                   | Dia da semana | Evento                |
| ---------------------- | ------------- | --------------------- |
| 8 de novembro de 2018  | Quinta-feira  | Cerimônia de abertura |
| 9 de novembro de 2018  | Sexta-feira   | Partida 1             |
| 10 de novembro de 2018 | Sábado        | Partida 2             |
| 11 de novembro de 2018 | Domingo       | Dia de descanso       |
| 12 de novembro de 2018 | Segunda-feira | Partida 3             |
| 13 de novembro de 2018 | Terça-feira   | Partida 4             |
| 14 de novembro de 2018 | Quarta-feira  | Dia de descanso       |
| 15 de novembro de 2018 | Quinta-feira  | Partida 5             |
| 16 de novembro de 2018 | Sexta-feira   | Partida 6             |
| 17 de novembro de 2018 | Sábado        | Dia de descanso       |
| 18 de novembro de 2018 | Domingo       | Partida 7             |
| 19 de novembro de 2018 | Segunda-feira | Partida 8             |

| Data                   | Dia da semana | Evento                   |
| ---------------------- | ------------- | ------------------------ |
| 20 de novembro de 2018 | Terça-feira   | Dia de descanso          |
| 21 de novembro de 2018 | Quarta-feira  | Partida 9                |
| 22 de novembro de 2018 | Quinta-feira  | Partida 10               |
| 23 de novembro de 2018 | Sexta-feira   | Dia de descanso          |
| 24 de novembro de 2018 | Sábado        | Partida 11               |
| 25 de novembro de 2018 | Domingo       | Dia de descanso          |
| 26 de novembro de 2018 | Segunda-feira | Partida 12               |
| 27 de novembro de 2018 | Terça-feira   | Dia de descanso          |
| 28 de novembro de 2018 | Quarta-feira  | Partida de desempate     |
| 29 de novembro de 2018 | Quinta-feira  | Premiação e encerramento |

Os jogos iniciam às 15h, horário de Londres.
| Jogador         | Rating | 1 | 2 | 3 | 4 | 5 | 6 | 7 | 8 | 9 | 10 | 11 | 12 | Total | 13 | 14 | 15 | Total |
| --------------- | ------ | - | - | - | - | - | - | - | - | - | -- | -- | -- | ----- | -- | -- | -- | ----- |
| Magnus Carlsen  | 2835   | ½ | ½ | ½ | ½ | ½ | ½ | ½ | ½ | ½ | ½  | ½  | ½  | 6     | 1  | 1  | 1  | 9     |
| Fabiano Caruana | 2832   | ½ | ½ | ½ | ½ | ½ | ½ | ½ | ½ | ½ | ½  | ½  | ½  | 6     | 0  | 0  | 0  | 6     |

### Análises ao vivo
As análises, das partidas, em tempo real, ficaram a cargo de um computador Sesse, rodando a última versão do Stockfish. A configuração dessa máquina era a seguinte: CPU com 20-core 2,3 GHz Haswell-EP, com maior poder de processamento do que os computadores padrão de mercado, mas que não atingia o nível de supercomputador.

## Partidas de desempate
Todas partidas com controle de tempo clássico terminaram empatadas, só havendo vitórias nas partidas de desempate de xadrez rápido. O sorteio determinou que Carlsen jogasse com as brancas a primeira partida do desempate.

#### Partida 13: Carlsen–Caruana, 1–0
Abertura Inglesa:
1.c4 e5 2. Nc3 Nf6 3. g3 Bb4 4. e4 0-0 5. Nge2 c6 6. Bg2 a6 7. 0-0 b5 8. d4 d6 9. a3 Bxc3 10. Nxc3 bxc4 11. dxe5 dxe5 12. Na4 Be6 13. Qxd8 Rxd8 14. Be3 Nbd7 15. f3 Rab8 16. Rac1 Rb3 17. Rfe1 Ne8 18. Bf1 Nd6 19. Rcd1 Nb5 20. Nc5 Rxb2 21. Nxe6 fxe6 22. Bxc4 Nd4 23. Bxd4 exd4 24. Bxe6+ Kf8 25. Rxd4 Ke7 26. Rxd7+ Rxd7 27. Bxd7 Kxd7 28. Rd1+ Ke6 29. f4 c5 30. Rd5 Rc2 31. h4 c4 32. f5+ Kf6 33. Rc5 h5 34. Kf1 Rc3 35. Kg2 Rxa3 36. Rxc4 Ke5 37. Rc7 Kxe4 38. Re7+ Kxf5 39. Rxg7 Kf6 40. Rg5 a5 41. Rxh5 a4 42. Ra5 Ra1 43. Kf3 a3 44. Ra6+ Kg7 45. Kg2 Ra2+ 46. Kh3 Ra1 47. h5 Kh7 48. g4 Kg7 49. Kh4 a2 50. Kg5 Kf7 51. h6 Rb1 52. Ra7+ Kg8 53. Rxa2 Rb5+ 54. Kg6 Rb6+ 55. Kh5 1–0

#### Partida 14: Caruana–Carlsen, 0–1
Defesa Siciliana variação Sveshnikov:
1.e4 c5 2. Nf3 Nc6 3. d4 cxd4 4. Nxd4 Nf6 5. Nc3 e5 6. Ndb5 d6 7. Nd5 Nxd5 8. exd5 Ne7 9. c4 Ng6 10. Qa4 Bd7 11. Qb4 Qb8 12. h4 h5 13. Be3 a6 14. Nc3 a5 15. Qb3 a4 16. Qd1 Be7 17. g3 Qc8 18. Be2 Bg4 19. Rc1 Bxe2 20. Qxe2 Qf5 21. c5 0-0 22. c6 bxc6 23. dxc6 Rfc8 24. Qc4 Bd8 25. Nd5 e4 26. c7 Bxc7 27. Nxc7 Ne5 28. Nd5 Kh7 0–1

#### Partida 15: Carlsen–Caruana, 1–0
Defesa Siciliana:
1.e4 c5 2. Nf3 e6 3. c4 Nc6 4. d4 cxd4 5. Nxd4 Bc5 6. Nc2 Nf6 7. Nc3 0-0 8. Be3 b6 9. Be2 Bb7 10. 0-0 Qe7 11. Qd2 Rfd8 12. Rfd1 Ne5 13. Bxc5 bxc5 14. f4 Ng6 15. Qe3 d6 16. Rd2 a6 17. Rad1 Qc7 18. b3 h6 19. g3 Rd7 20. Bf3 Re8 21. Qf2 Ne7 22. h3 Red8 23. Bg2 Nc6 24. g4 Qa5 25. Na4 Qc7 26. e5 dxe5 27. Nxc5 Rxd2 28. Rxd2 Rxd2 29. Qxd2 Ba8 30. fxe5 Qxe5 31. Nd7 Qb2 32. Qd6 Nxd7 33. Qxd7 Qxc2 34. Qe8+ Kh7 35. Qxa8 Qd1+ 36. Kh2 Qd6+ 37. Kh1 Nd4 38. Qe4+ f5 39. gxf5 exf5 40. Qe3 Ne6 41. b4 Ng5 42. c5 Qf6 43. c6 Ne6 44. a4 Nc7 45. Qf4 Ne6 46. Qd6 Qa1+ 47. Kh2 Nd4 48. c7 Qc3 49. Qc5 Qe3 50. c8=Q f4 51. Qg4 1–0